# Лонс, Брюс
Брюс Лонс (англ. Bruce Lohnes; род. 10 октября 1958, Сидни, Новая Шотландия) — канадский кёрлингист.
В составе мужской сборной Канады бронзовый призёр чемпионата мира 2004. Чемпион (2004) и призёр чемпионатов Канады среди мужчин.
Играл в основном на позиции третьего.

## Достижения
- Чемпионат мира по кёрлингу среди мужчин: бронза (2004).
- Чемпионат Канады по кёрлингу среди мужчин: золото (2004), серебро (2003), бронза (2006).
- Континентальный Кубок по кёрлингу (в составе команды Северной Америки): золото (2004), серебро (2003).

- Команда всех звёзд (англ. All-Star Team) мужского чемпионата Канады: 1995 (2-я команда)

## Команды
| Сезон   | Четвёртый   | Третий         | Второй          | Первый          | Запасной                                                | Турниры                                          |
| ------- | ----------- | -------------- | --------------- | --------------- | ------------------------------------------------------- | ------------------------------------------------ |
| 1988—89 | Рагнар Камп | Брюс Лонс      | Rod McCarron    | Peter Neily     | Ted Lohnes                                              | ЧК 1989 (6 место)                                |
| 1991—92 | Dave Jones  | Брюс Лонс      | Jeff Henderson  | Vance LeCocq    | Don Cutcliffe                                           | ЧК 1992 (12 место)                               |
| 1994—95 | Брюс Лонс   | Craig Burgess  | Chuck Patriquin | Dave Clarke     | Jim Burgess                                             | ЧК 1995 (8 место)                                |
| 2002—03 | Марк Дэйси  | Брюс Лонс      | Роб Харрис      | Эндрю Гибсон    | Steve Gibson тренер: Питер Коркам                       | ЧК 2003                                          |
| 2003—04 | Марк Дэйси  | Брюс Лонс      | Роб Харрис      | Эндрю Гибсон    | Мэтью Харрис (КК, ЧК, ЧМ) тренер: Питер Коркам (ЧК, ЧМ) | ККК 2003 · КК 2004 (7 место) · ЧК 2004 · ЧМ 2004 |
| 2004—05 | Марк Дэйси  | Брюс Лонс      | Роб Харрис      | Эндрю Гибсон    |                                                         | ККК 2004 · КК 2005 (7 место)                     |
| 2005—06 | Марк Дэйси  | Брюс Лонс      | Роб Харрис      | Эндрю Гибсон    | Мэтью Харрис тренер: Питер Коркам                       | КООК 2005 (9 место) · ЧК 2006                    |
| 2006—07 | Марк Дэйси  | Брюс Лонс      | Роб Харрис      | Эндрю Гибсон    |                                                         |                                                  |
| 2009—10 | Марк Дэйси  | Tommy Sullivan | Эндрю Гибсон    | Брюс Лонс       |                                                         |                                                  |
| 2008—09 | Марк Дэйси  | Брюс Лонс      | Эндрю Гибсон    | Kris Granchelli | Мэтью Харрис тренер: Питер Коркам                       | ЧК 2009 (10 место)                               |

(скипы выделены полужирным шрифтом)